# ARNsn U6atac

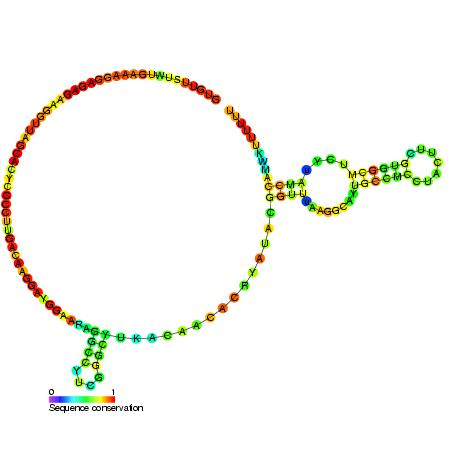
Un ARNsn U6atac. Les parties rouges sont les parties invariantes.

L’ARNsn U6atac est un petit ARN nucléaire (snRNA ou ARNpn) non codant entrant dans la composition des petites ribonucléoprotéines nucléaires U6atac.
Il est une composante essentielle du splicéosome mineur. Il est indispensable pour l'épissage de certains introns des eucaryotes (AT-AC, type-U12).
On pense qu'U6atac s'apparie avec un autre composant du splicéosome mineur, l'ARNsn U4atac par deux régions de structure tige-boucle. On a montré que ces boucles interactives se révélaient être indispensables pour l'épissage in vivo.
U6atac est l'analogue fonctionnel de l'ARNsn U6 du splicéosome majeur.